# تاكايا أوساناإ
تاكايا أوساناإ (باليابانية: 小山内 貴哉) (15 يونيو 1993 في سابورو في اليابان – )؛ هو لاعب كرة قدم ياباني سابق كان يلعب كمدافع.

## وصلات خارجية
- تاكايا أوساناإ على موقع رابطة كرة القدم اليابانية للمحترفين (اليابانية)
- تاكايا أوساناإ على موقع قاعدة بيانات كرة القدم.إي يو (الإنجليزية)
- تاكايا أوساناإ على موقع Soccerway.com (الإنجليزية)
- تاكايا أوساناإ على موقع عالم كرة القدم.نت (الإنجليزية)